# ناتالی د وریس

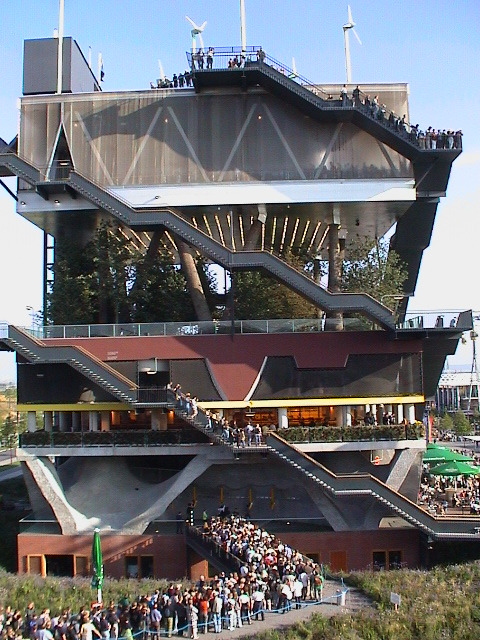
نمونه کار ناتالی د وریس

 ناتالی د وریس (انگلیسی: Nathalie de Vries؛ زادهٔ ۱۹۶۵) یک معمار اهل هلند است.